# Чебан, Александр Александрович
Александр Александрович Чебан (род.  28 марта 1955, пгт Константиновка Арбузинского района Николаевской области) — украинский деятель, председатель колхоза имени Ленина Арбузинского района Николаевской области. Народный депутат Украины 1-го созыва. 

## Биография
Родился в крестьянской семье.
В 1972-1973 годах — слесарь Константиновского отделения «Сельхозтехники» Арбузинского района Николаевской области.
В 1973-1975 годах — служба в Советской армии.
В 1975-1977 годах — студент Кировоградского техникума механизации сельского хозяйства.
В 1977-1985 годах — механизатор, механик, заведующий механической мастерской, главный инженер, секретарь парторганизации КПУ колхоза имени Октябрьской революции Арбузинского района Николаевской области.
Член КПСС с 1978 по 1991 год.
Закончил заочно Днепропетровский сельскохозяйственный институт, инженер-механик.
С октября 1985 года — председатель правления колхоза, председатель колхоза имени Ленина Арбузинского района, председатель совета РАПО Арбузинского района Николаевской области.
18.03.1990 избран народным депутатом Украины, 2-й тур 63.64% голосов, 7 претендентов. Входил в группы «Аграрии», «Земля и воля». Член Комиссии ВР Украины по вопросам здоровья человека.